# Birganj
Birganj, ook Birgunj, (Nepalees: वीरगञ्ज) is een stad (Nepalees: upa-mahanagarpalika) in het zuiden van Nepal, en tevens de hoofdstad van het district Parsa. De stad telde bij de volkstelling in 2001 112.484 inwoners, in 2011 135.904 inwoners, waarmee het de grootste stad in de Narayani-zone is, en de zesde grootste van het land.
De stad ligt 190 km ten westen van de hoofdstad Kathmandu en amper 2 km ten noorden van de Indiase grens.